# 庫欣 (愛荷華州)
库欣（英語：Cushing）是一個位於美國愛荷華州伍德伯里縣的城市。

## 地理
库欣的座標為42°27′54″N 95°50′35″W / 42.46500°N 95.84306°W，而該地的平均海拔高度為395米（即1296英尺）。

## 人口
根據2010年美國人口普查的數據，库欣的面積為0.83平方千米，當中陸地面積為0.83平方千米，而水域面積為0.00平方千米。當地共有人口220人，而人口密度為每平方千米265人。